# Высокое (Знаменское сельское поселение)
Высо́кое — Деревня в Угранском районе Смоленской области России. Входит в состав Знаменского сельского поселения. 
Население — 2 жителя (2007 год). 
Расположена в юго-восточной части области в 26 км к северо-востоку от Угры, в 8 км севернее автодороги Р132 Вязьма — Калуга — Тула — Рязань, на берегу реки Угра. В 18 км западнее от деревни находится железнодорожная станция Волоста-Пятница на линии Торжок-Брянск.

## История
В годы Великой Отечественной войны деревня была оккупирована гитлеровскими войсками в октябре 1941 года, освобождена в марте 1943 года.